# Ver.di-Bundesverwaltung

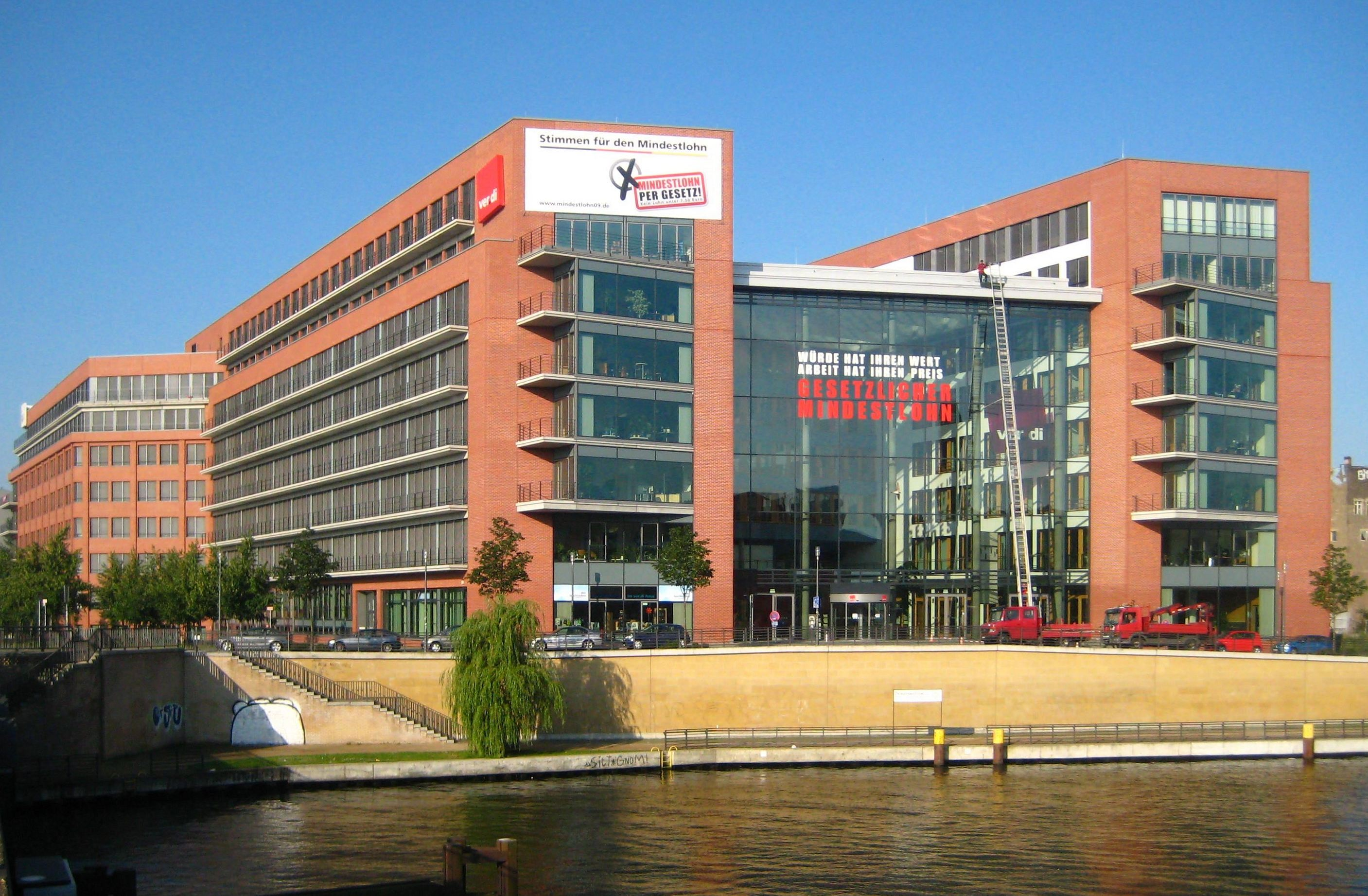
Bundesverwaltung

Die Ver.di-Bundesverwaltung ist die Zentrale der Gewerkschaft ver.di und zog nach dem Zusammenschluss der Dienstleistungsgewerkschaften 2001 nach Berlin. Zunächst war die Verwaltung übergangsweise am Potsdamer Platz. Sie befindet sich jetzt zusammen mit dem Bundesvorstand in einem Neubau im Ortsteil Berlin-Mitte (Bezirk Mitte) an der Grenze zu Berlin-Kreuzberg. Der 2004 fertiggestellte Gebäudekomplex liegt am Paula-Thiede-Ufer 10 (Haupteingang) und dem Bona-Peiser-Weg. Die Straßen sind nach der Gewerkschafterin Paula Thiede und der Bibliothekarin Bona Peiser benannt worden.
In der Bundesverwaltung in Berlin sind rund 540 Mitarbeiter tätig.
Vom Bielefelder Künstler Pedda Borowski wurde eine Monotypie von Paula Thiede erstellt und in der Eingangshalle ausgestellt.

## Bau

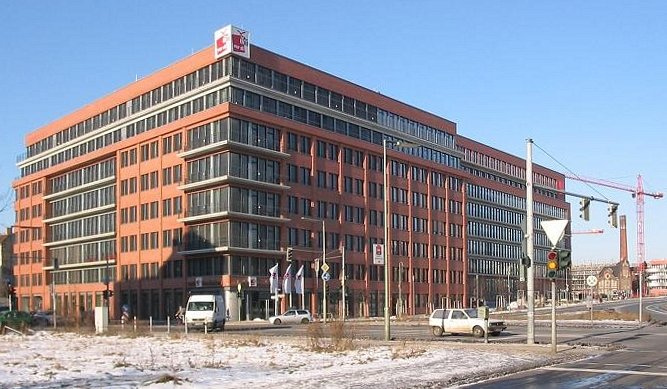
ver.di Berlin-Brandenburg

Die Grundsteinlegung für das nach einem Entwurf der Architekten Michael Kny und Thomas Weber als erster Bauabschnitt des Spreeport im Rahmen des Investorenprojekts Mediaspree errichtete Gebäude erfolgte am 28. November 2002. Es handelt sich um einen 154 m langen, 65 m breiten und 35 m hohen gegliederten Gebäudekomplex mit 47.800 m² oberirdischer Bruttogeschossfläche. Die Fassade besteht aus Glas, Stahl und roten Klinkern. Das Bauwerk entstand auf dem ehemaligen Mauergrundstück östlich der historischen Eisfabrik. Der Bundesvorstand konnte den Spreeport im Juli 2004 beziehen. Unmittelbar südlich schließt sich an der Köpenicker Straße der Gebäudekomplex von ver.di-Berlin-Brandenburg an. Das Gebäude ist mit einem Schiffsanleger an der Spree erreichbar. Der Hauptzugang erfolgt über ein 23 m hohes Atrium. Dort war eine öffentliche Buchhandlung, auch mit Sortiment der Büchergilde Gutenberg, erreichbar (geschlossen im Frühjahr 2022). Der Große Saal verfügt über 206 Sitzplätze.